# Багамские Острова на Универсиадах
Багамские Острова принимает участие в Универсиадах начиная с летней Универсиады 1993 года в Буффало. На зимних Универсиадах спортивная делегация Багамских Островов не участвовала ни разу.
На настоящее время спортсмены Багамских Островов на всех Универсиадах завоевали в сумме 4 медали, из них ни одной золотой, все медали завоёваны на летних Универсиадах.

## Медальный зачёт
По состоянию на настоящий момент (после летней Универсиады 2021 и зимней Универсиады 2023).

### Медали на летних Универсиадах
| Универсиады  | Золото               | Серебро              | Бронза               | Всего                | Место                |
| ------------ | -------------------- | -------------------- | -------------------- | -------------------- | -------------------- |
| 1993 Буффало | 0                    | 0                    | 1                    | 1                    | 37                   |
| 1995—2001    | не участвовали       | не участвовали       | не участвовали       | не участвовали       | не участвовали       |
| 2003 Тэгу    | 0                    | 0                    | 1                    | 1                    | 45                   |
| 2005 Измир   | не участвовали       | не участвовали       | не участвовали       | не участвовали       | не участвовали       |
| 2007 Бангкок | 0                    | 0                    | 0                    | 0                    | —                    |
| 2009, 2011   | не участвовали       | не участвовали       | не участвовали       | не участвовали       | не участвовали       |
| 2013 Казань  | 0                    | 0                    | 0                    | 0                    | —                    |
| 2015 Кванджу | 0                    | 0                    | 0                    | 0                    | —                    |
| 2017 Тайбэй  | 0                    | 1                    | 1                    | 2                    | 51                   |
| 2019, 2021   | не участвовали       | не участвовали       | не участвовали       | не участвовали       | не участвовали       |
| 2023         | Универсиада отменена | Универсиада отменена | Универсиада отменена | Универсиада отменена | Универсиада отменена |
| Всего        | 0                    | 1                    | 3                    | 4                    |                      |